# 후쿠시마 FC
후쿠시마 FC(일본어: ふくしまエフシー)는 후쿠시마현 고리야마시를 연고지로 하는 일본의 축구 클럽이다. 이 클럽은 1990년대 재팬 풋볼 리그에 소속되어 있었다.

## 역대 감독
| 감독            | 임기 |
| --------------- | ---- |
| 나가이 요시카즈 | 1996 |